# Communauté de communes du canton d'Orthez
La communauté de communes du canton d'Orthez est une ancienne communauté de communes française, située dans le département des Pyrénées-Atlantiques en région Aquitaine, qui a existé de 1996 à 2013.

## Historique
Créée le 1er janvier 1996, elle fusionne le 1er janvier 2014 avec la communauté de communes de Lacq et la commune de Bellocq pour former la communauté de communes de Lacq-Orthez.

## Composition
La communauté de communes regroupait 13 communes :
| Code INSEE | Commune               | Maire                  | Population  | Superficie | Densité        | Délégués |
| ---------- | --------------------- | ---------------------- | ----------- | ---------- | -------------- | -------- |
| 64087      | Baigts-de-Béarn       | Christian Palette      | 799 hab.    | 1 353 ha   | 59,1 hab./km²  |          |
| 64088      | Balansun              | Anny Furbeyre          | 234 hab.    | 1 073 ha   | 21,8 hab./km²  |          |
| 64135      | Bonnut                | Jean Lacazedieu        | 668 hab.    | 2 201 ha   | 30,3 hab./km²  |          |
| 64177      | Castétis              | Francis Laborde        | 615 hab.    | 906 ha     | 67,9 hab./km²  |          |
| 64312      | Lanneplaà             | Jacques Laulhé         | 290 hab.    | 726 ha     | 39,9 hab./km²  |          |
| 64430      | Orthez                | Bernard Molères        | 10 338 hab. | 4 586 ha   | 225,4 hab./km² |          |
| 64461      | Puyoô                 | Michel Labourdette     | 1 150 hab.  | 932 ha     | 123,4 hab./km² |          |
| 64462      | Ramous                | Thierry Gascouat       | 452 hab.    | 719 ha     | 59,6 hab./km²  |          |
| 64471      | Saint-Boès            | Georges Ducasse        | 369 hab.    | 949 ha     | 38,9 hab./km²  |          |
| 64479      | Saint-Girons-en-Béarn | Pierre Lafargue        | 155 hab.    | 520 ha     | 29,8 hab./km²  |          |
| 64500      | Salles-Mongiscard     | Raymond Inchassendague | 304 hab.    | 584 ha     | 52,1 hab./km²  |          |
| 64501      | Sallespisse           | Yves Fourcade          | 585 hab.    | 1 518 ha   | 38,6 hab./km²  |          |
| 64510      | Sault-de-Navailles    | Alain Bouchecareilh    | 830 hab.    | 2 226 ha   | 37,3 hab./km²  |          |
|            |                       |                        | 16 789 hab. | 18 293 ha  | 91,8 hab./km²  | 36       |

## Compétences
La communauté de communes du canton d'Orthez maîtrisait les compétences suivantes :
- action sociale : relais d'assistantes maternelles, CLIC (Centre Local d'Information et de Coordination) et crèche (depuis le 1er janvier 2012) ;
- habitat ;
- environnement : le service de collecte de déchets, les déchèteries, le compostage, le traitement des déchets ;
- voirie ;
- cyber-base.